# Cernay (Vienne)
Cernay é uma comuna francesa na região administrativa da Nova Aquitânia, no departamento de Vienne. Estende-se por uma área de 3,29 km². Em 2010 a comuna tinha 495 habitantes (densidade: 150,5 hab./km²).